# The Witch Queen of New Orleans
The Witch Queen of New Orleans — це сингл гурту Redbone з альбому Message from a Drum, випущеного в 1971 році.

## Передісторія синглу
В цій пісні розповідається про Марію Лаво — верховну жрицю луїзіанського вуду в Новому Орлеані XIX століття, яку в тексті пісені згадують, як Marie la Voodoo veau. Пісня була написана двома індіанськими братами гурту Redbone, Петом та Лолі Вегасами.

## Кавер-версії
Чимало виконавців випустили кавер-версії цієї пісні, зокрема Том Джонс та Пі Джей Пробі, а також австралійський гурт Chantoozies.